# Klaus-Peter Justus
Klaus-Peter Justus (ur. 11 lipca 1951 w Königsee) – niemiecki lekkoatleta średniodystansowiec reprezentujący Niemiecką Republikę Demokratyczną, mistrz Europy.

## Kariera zawodnicza
Specjalizował się w biegu na 1500 metrów. Zwyciężył w tej konkurencji na mistrzostwach Europy juniorów w 1970 w Paryżu. Na igrzyskach olimpijskich w 1972 w Monachium odpadł w półfinale na 1500 metrów. Zdobył brązowy medal na tym dystansie na halowych mistrzostwach Europy w 1973 w Rotterdamie.
Największym sukcesem Justusa było zwycięstwo w biegu na 1500 metrów na mistrzostwach Europy w 1974 w Rzymie, przed Tomem Hansenem z Danii i Thomasem Wessinghage z Republiki Federalnej Niemiec.
Był mistrzem NRD w biegu na 1500 metrów w latach 1970 oraz 1972–1975, wicemistrzem w 1971 i brązowym medalistą w 1977, a także brązowym medalistą w biegu na 5000 metrów w 1978. Zdobył również mistrzostwo NRD w biegu przełajowym na krótkim dystansie w 1971. W hali był mistrzem NRD na 1500 metrów w latach 1971–1973 i 1976, wicemistrzem w 1977 i brązowym medalistą w 1970.

## Rekordy życiowe
| Konkurencja                | Data i miejsce            | Wynik    |
| -------------------------- | ------------------------- | -------- |
| bieg na 800 metrów         | 14 czerwca 1973, Poczdam  | 1:47,5   |
| bieg na 1000 metrów        | 28 sierpnia 1974, Poczdam | 2:18,3   |
| bieg na 1500 metrów        | 16 maja 1976, Erfurt      | 3:38,1   |
| bieg na 1500 metrów (hala) | 11 marca 1973, Rotterdam  | 3:43,36  |
| bieg na 3000 metrów        | 28 maja 1978, Erfurt      | 7:50,51  |
| bieg na 5000 metrów        | 14 czerwca 1978, Berlin   | 13:35,62 |